# Championnat de Chypre de football 2020-2021
Navigation
Édition précédente Édition suivante
La saison 2020-2021 du championnat de Chypre de football est la 82e édition du championnat de Chypre de football. Elle oppose les quatorze meilleurs clubs de Chypre lors d'une première phase de vingt-six journées. À l'issue de cette première phase, les six premiers disputent la poule pour le titre, tandis que les six suivants prennent part à la poule de relégation, tandis que les deux derniers sont directement relégués en Second Division.
Trois places qualificatives pour les compétitions européennes seront attribuées par le biais du championnat (1 place au deuxième tour de qualification de la Ligue des champions 2021-2022 et 2 places au deuxième tour de qualification de la Ligue Europa Conférence 2021-2022). Une autre place au troisième tour de qualification pour la Ligue Europa 2021-2022 est garantie au vainqueur de la Coupe.
L'Omónia Nicosie remporte le 21e titre de son histoire lors de l'avant-dernière journée.

## Participants
| \| Apollon Limassol AEL Limassol Omónia Nicosie APOEL Nicosie Nea Salamina Anórthosis Famagouste AEK Larnaca Paphos FC Doxa Katokopias EN Paralímni Ethnikos Achna Olympiakos Nicosie Ermis Karmiótissa \| Localisation des clubs engagés dans le championnat. |
| Apollon Limassol AEL Limassol Omónia Nicosie APOEL Nicosie Nea Salamina Anórthosis Famagouste AEK Larnaca Paphos FC Doxa Katokopias EN Paralímni Ethnikos Achna Olympiakos Nicosie Ermis Karmiótissa                                                           |

Légende des couleurs
- Deuxième tour de qualification de la Ligue des champions 2020-2021
- Troisième tour de qualification de la Ligue Europa 2020-2021
- Premier tour de qualification de la Ligue Europa 2020-2021
- Promu de D2

| Club                        | Se maintient depuis | Classement 2018-2019 | Stade                      | Capacité théorique |
| --------------------------- | ------------------- | -------------------- | -------------------------- | ------------------ |
| Omónia Nicosie              | 1953                | 1er                  | Stade GSP                  | 22 859             |
| Anórthosis Famagouste       | 1948                | 2e                   | Stade Antonis-Papadopoulos | 10 230             |
| APOEL Nicosie               | 1934                | 3e                   | Stade GSP                  | 22 859             |
| Apollon Limassol            | 1957                | 4e                   | Stade Tsírio               | 13 331             |
| AEK Larnaca                 | 2010                | 5e                   | AEK Arena                  | 8 000              |
| AEL Limassol                | 1997                | 6e                   | Stade Tsírio               | 13 331             |
| Paphos FC                   | 2017                | 7e                   | Stade Stélios-Kyriakídis   | 9 394              |
| Nea Salamina                | 2011                | 8e                   | Stade Ammochostos          | 5 500              |
| Olympiakos Nicosie          | 2019                | 9e                   | Stade Makarios             | 16 000             |
| EN Paralímni                | 2018                | 10e                  | Stade Paralimni            | 5 800              |
| Ethnikos Achna              | 2019                | 11e                  | Stade Dhasaki-Achnas       | 5 400              |
| Doxa Katokopias             | 2012                | 12e                  | Stade Makarios             | 16 000             |
| Ermís Aradíppou             | 2020                | 1er (D2)             | Stade Ammochostos          | 5 500              |
| Karmiótissa Páno Polemidión | 2020                | 2e (D2)              | Stade Stélios-Kyriakídis   | 9 394              |

## Compétition

### Première phase

#### Classement
Le classement est établi sur le barème de points classique (victoire à 3 points, match nul à 1, défaite à 0). Pour départager les égalités, on tient d'abord compte des points en confrontations directes, puis de la différence de buts en confrontations directes, puis de la différence de buts générale, puis du nombre de buts marqués.
| Rang | Équipe                        | Pts | J  | G  | N | P  | Bp | Bc | Diff |
| ---- | ----------------------------- | --- | -- | -- | - | -- | -- | -- | ---- |
| 1    | Omónia Nicosie                | 56  | 26 | 16 | 8 | 2  | 43 | 13 | +30  |
| 2    | AEL Limassol                  | 55  | 26 | 17 | 4 | 5  | 45 | 23 | +22  |
| 3    | Apollon Limassol              | 54  | 26 | 16 | 6 | 4  | 52 | 22 | +30  |
| 4    | Anórthosis Famagouste         | 51  | 26 | 15 | 6 | 5  | 37 | 21 | +16  |
| 5    | AEK Larnaca                   | 41  | 26 | 12 | 5 | 9  | 36 | 25 | +11  |
| 6    | Olympiakos Nicosie            | 34  | 26 | 10 | 4 | 12 | 27 | 38 | -11  |
| 7    | Paphos FC                     | 32  | 26 | 8  | 8 | 10 | 30 | 27 | +3   |
| 8    | APOEL Nicosie                 | 30  | 26 | 8  | 6 | 12 | 27 | 31 | -4   |
| 9    | Doxa Katokopias               | 30  | 26 | 7  | 9 | 10 | 24 | 32 | -8   |
| 10   | Nea Salamina                  | 29  | 26 | 8  | 5 | 13 | 29 | 38 | -9   |
| 11   | Énosis Néon Paralímni         | 24  | 26 | 6  | 6 | 14 | 22 | 39 | -17  |
| 12   | Ermís Aradíppou P             | 24  | 26 | 5  | 9 | 12 | 18 | 38 | -20  |
| 13   | Ethnikos Achna                | 22  | 26 | 5  | 7 | 14 | 23 | 43 | -20  |
| 14   | Karmiótissa Páno Polemidión P | 18  | 26 | 3  | 9 | 14 | 22 | 45 | -23  |

Légende
- Qualification pour la poule pour le titre
- Qualification pour la poule de relégation
- Relégation en deuxième division

Abréviations
- P : Promus de Second Division 2019-2020

### Deuxième phase

#### Poule pour le titre

##### Classement
Les clubs conservent la totalité des points acquis lors de la première phase.
Le classement est établi sur le barème de points classique (victoire à 3 points, match nul à 1, défaite à 0). Pour départager les égalités, on tient d'abord compte des points en confrontations directes, puis de la différence de buts en confrontations directes, puis de la différence de buts générale, puis du nombre de buts marqués.
| Rang | Équipe                  | Pts | J  | G  | N  | P  | Bp | Bc | Diff |
| ---- | ----------------------- | --- | -- | -- | -- | -- | -- | -- | ---- |
| 1    | Omónia Nicosie          | 79  | 36 | 23 | 10 | 3  | 55 | 17 | +38  |
| 2    | Apollon Limassol        | 74  | 36 | 21 | 11 | 4  | 68 | 30 | +38  |
| 3    | AEL Limassol            | 68  | 36 | 21 | 5  | 10 | 58 | 34 | +24  |
| 4    | Anórthosis Famagouste C | 57  | 36 | 16 | 9  | 12 | 44 | 35 | +9   |
| 5    | AEK Larnaca             | 50  | 36 | 15 | 5  | 16 | 44 | 40 | +4   |
| 6    | Olympiakos Nicosie      | 47  | 36 | 14 | 5  | 17 | 38 | 51 | -13  |

Qualifications européennes
Ligue des champions 2021-2022
- 1er :deuxième tour de qualification

Ligue Europa 2021-2022
- C : troisième tour de qualification

Ligue Europa Conférence 2021-2022
- 2e et 3e : deuxième tour de qualification

Abréviations
- C : Vainqueur de la Coupe de Chypre 2020-2021

#### Poule de relégation

##### Classement
Les clubs conservent la totalité des points acquis lors de la première phase.
Le classement est établi sur le barème de points classique (victoire à 3 points, match nul à 1, défaite à 0). Pour départager les égalités, on tient d'abord compte des points en confrontations directes, puis de la différence de buts en confrontations directes, puis de la différence de buts générale, puis du nombre de buts marqués.
| Rang | Équipe                        | Pts | J  | G  | N  | P  | Bp | Bc | Diff |
| ---- | ----------------------------- | --- | -- | -- | -- | -- | -- | -- | ---- |
| 7    | Paphos FC                     | 63  | 40 | 18 | 9  | 13 | 58 | 38 | +20  |
| 8    | APOEL Nicosie                 | 60  | 40 | 17 | 9  | 14 | 48 | 39 | +9   |
| 9    | Ethnikos Achna                | 52  | 40 | 14 | 10 | 16 | 48 | 56 | -8   |
| 10   | Doxa Katokopias               | 51  | 40 | 13 | 12 | 15 | 46 | 43 | +3   |
| 11   | Nea Salamina                  | 43  | 40 | 11 | 10 | 19 | 48 | 61 | -13  |
| 12   | Ermís Aradíppou P             | 38  | 40 | 9  | 11 | 20 | 40 | 61 | -21  |
| 13   | Énosis Néon Paralímni         | 34  | 40 | 8  | 10 | 22 | 35 | 61 | -26  |
| 14   | Karmiótissa Páno Polemidión P | 24  | 40 | 4  | 12 | 24 | 36 | 98 | -62  |

Légende
- 11e au 14e : relégation en Second Division

Abréviations
- P : Promus de Second Division 2019-2020

## Tableau d'honneur
| Championnat de Chypre de football 2020-2021                        |                            |
| Champion                                                           | Omónia Nicosie (21e titre) |
| Dauphin                                                            | Apollon Limassol           |
| Coupes et trophées                                                 |                            |
| Vainqueur de la Coupe de Chypre 2020-2021                          | Anórthosis Famagouste      |
| Qualifications continentales                                       |                            |
| Ligue des champions 2021-2022                                      | Omónia Nicosie             |
| Ligue Europa 2021-2022                                             | Anórthosis Famagouste      |
| Ligue Europa Conférence 2021-2022                                  | Apollon Limassol           |
| Ligue Europa Conférence 2021-2022                                  | AEL Limassol               |
| Promotions et relégations                                          |                            |
| Promus en Championnat de Chypre de football                        | PAEEK Kerynias             |
| Promus en Championnat de Chypre de football                        | Aris Limassol              |
| Relégués en Championnat de Chypre de football de deuxième division | Nea Salamina               |
| Relégués en Championnat de Chypre de football de deuxième division | Ermís Aradíppou            |
| Relégués en Championnat de Chypre de football de deuxième division | Énosis Néon Paralímni      |
| Relégués en Championnat de Chypre de football de deuxième division | Karmiótissa FC             |